# Departamento de Obras Públicas de São Francisco
O Departamento de Obras Públicas de São Francisco (San Francisco Department of Public Works, em inglês) é o órgão responsável pela manutenção das ruas e demais espaços públicos em São Francisco, Califórnia. Suas atividades giram em torno de replantar árvores, asfaltar ruas e manter prédios públicos organizados. Atualmente, opera com cerca de 1.200 empregados durante 24 horas por dia.